# Машина молодості
Машина молодості (англ. Hear 'Em Rave) — американська короткометражна кінокомедія режисера Гілберта Претта 1918 року.

## Сюжет
Гарольд працює в салоні краси. І одного разу до нього приходить дама, яка бажає помолодшати.

## У ролях
- Гарольд Ллойд
- Снуб Поллард
- Бебе Деніелс
- Вільям Блейсделл
- Вільям Гіллеспі
- Лью Харві
- Бад Джеймісон
- Оскар Ларсон
- Джеймс Перрот
- Дороті Волперт